# هما روستا
هما روستا (۴ مهر ۱۳۲۳ – ۴ مهر ۱۳۹۴) بازیگر اهل ایران بود. عمدهٔ فعالیت نخست او در کنار همسرش حمید سمندریان در تئاتر بود و پس از انقلاب ۱۳۵۷، بابت بازی در فیلم پرنده کوچک خوشبختی (۱۳۶۶)، تمام وسوسه‌های زمین (۱۳۶۸) و از کرخه تا راین (۱۳۷۱) نامزد جایزهٔ بازیگر زن از جشنواره فیلم فجر شد. دیگر فیلم‌های برجستهٔ او، شامل مسافران (۱۳۷۰) و لژیون (۱۳۷۷) می‌شوند.

## زندگی

### ابتدای زندگی و تحصیلات
هما روستا ۴ مهر ۱۳۲۳ در تهران به دنیا آمد. پدرش رضا روستا از رهبران حزب توده ایران بود که در سال ۱۳۲۶ به اتحاد جماهیر سوسیالیستی شوروی مهاجرت کرد. والدینش پیش از اینکه او به دنیا بیاید، از هم جدا شده بودند. او «تقریباً» تا شش سالگی پدرش را ندیده بود. مادرش فاطمه بانو رزمگاه نام داشت که از ازدواج دومش صاحب چهار فرزند شده بود. روستا در سال ۱۳۲۹، توسط رفقای پدرش به نزد او در مسکو فرستاده شد و پس از اخذ دیپلم به نزد خانواده خود در برلین رفت. روستا مدرک فوق لیسانس خود را از دانشکده هنرهای دراماتیک بخارست رومانی گرفت. او پس از مرگ پدر در سال ۱۳۴۹ به ایران بازگشت و در رشته شیمی مشغول به تحصیل شد ولی آن را نیمه تمام گذاشت و به دانشکده هنرهای دراماتیک رفت.

### حرفه

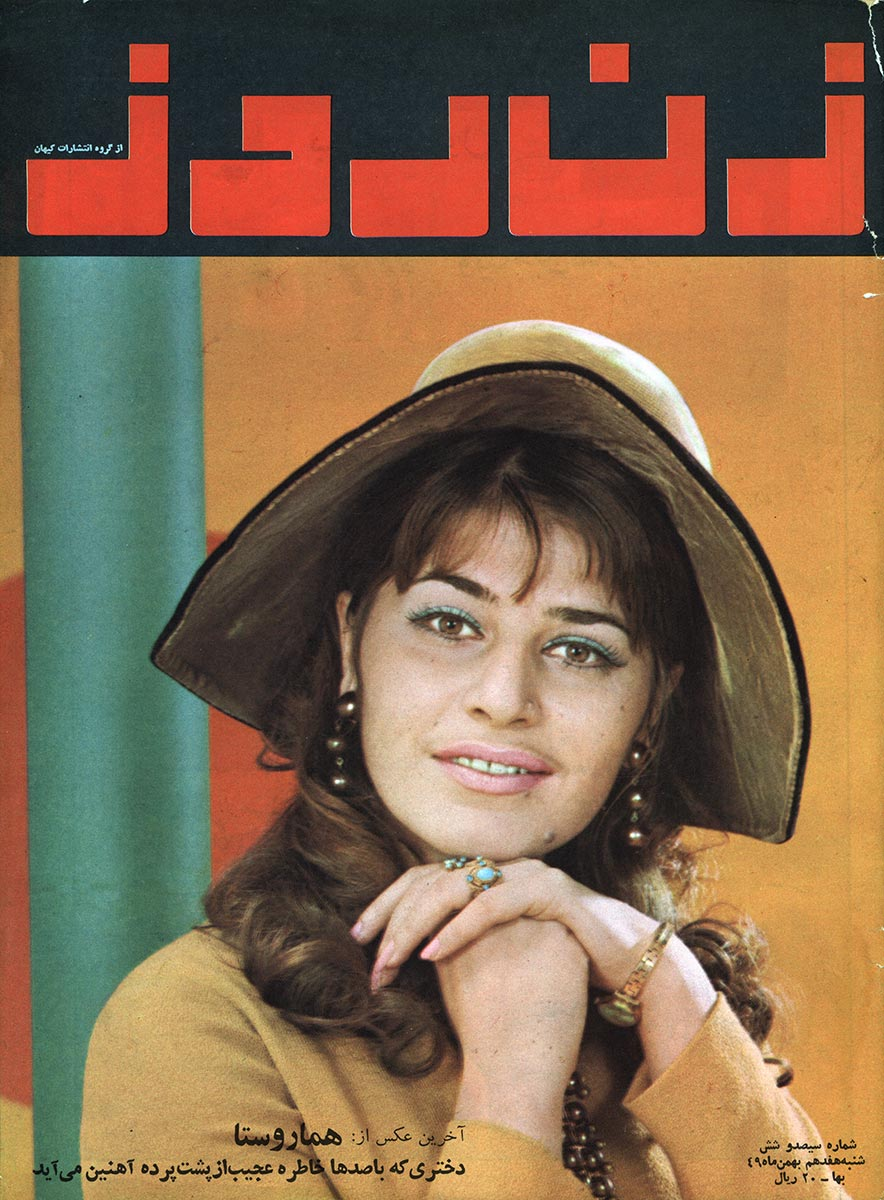
تصویر هما روستا بر روی مجله زن روز

اولین حضور او در سینما با فیلم دیوار شیشه‌ای به کارگردانی ساموئل خاچیکیان در سال ۱۳۵۰ رقم خورد. سال ۱۳۵۱، هما روستا که در دانشکده هنرهای دراماتیک مشغول تدریس بود، نمایش باغ وحش شیشه‌ای تنسی ویلیامز را با بازی دانشجویان آن دانشکده کارگردانی نمود. از جمله کسانی که با روستا در این نمایش همکاری داشتند می‌توان از امید جوهری، بدری بدیعی، مهشید افشارپناه و ناصر آقایی نام برد.

هما روستا دربارهٔ بازگشتش به ایران چنین گفته بود: 
بعد از فارغ‌التحصیلی به آلمان بازگشتم، خانواده‌ام بعد از فوت پدر در برلین زندگی می‌کردند و قرار بود من هم در برلین کارم را شروع کنم ولی چون لهجه داشتم، می‌خواستند مرا به شهر دیگری بفرستند تا ضمن یکی دو سالی کار کردن، لهجه‌ام بهتر شود؛ اما من تصمیم گرفتم تا به ایران بازگردم. نمی‌دانم چرا؟ واقعاً هنوز هم نتوانستم دلیل خاصی برای این تصمیم پیدا کنم. شاید دلیلش همان کشش درونی به ایران بود. به هر حال آمدم ایران و ماندم.

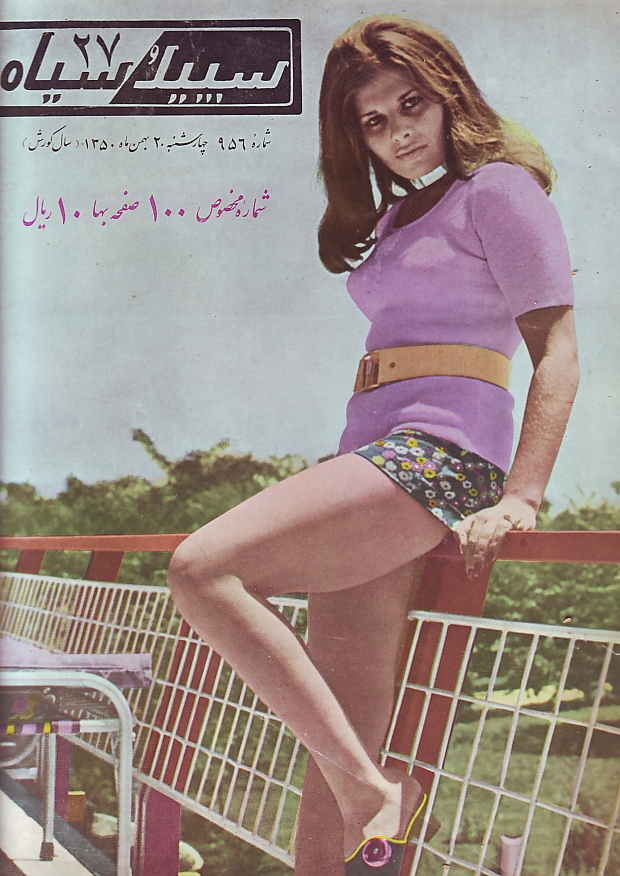
تصویر هما روستا بر روی مجله سپید و سیاه در سال ۱۳۵۰

پس از انقلاب، در سال ۱۳۶۵، روستا در فیلم گزارش یک قتل به کارگردانی محمدعلی نجفی ایفای نقش نمود. او در پرنده کوچک خوشبختی (۱۳۶۶) ساختهٔ پوران درخشنده نقش معلم روان‌شناسی را ایفا کرد که برای تدریس وارد مدرسه دخترانه دانش‌آموزان استثنایی و ناشنوا می‌شود. او آن‌جا با دختر ناسازگار و کند ذهنی مواجه می‌شود که قصد کشتن هم‌شاگردانش را داشته بود. به گفتهٔ درخشنده، روستا برای این نقش ساعت‌ها وقت گذاشتند تا با کاراکتر مقابلش ارتباط برقرار کند.او برای این نقش نامزد دریافت لوح زرین بهترین بازیگر نقش اول زن از ششمین دوره جشنواره بین‌المللی فیلم فجر در همان سال گردید. او سال ۱۳۶۸ در فیلم تمام وسوسه‌های زمین به کارگردانی حمید سمندریان ظاهر شد و نامزد دریافت سیمرغ بلورین بهترین بازیگر نقش اول زن از هشتمین جشنواره بین‌المللی فیلم فجر گردید. او در ۱۳۶۹، جایزه بهترین بازیگر زن را از جشنواره فرهنگی و هنری روستا به خاطر بازی در فیلم ملک خاتون به کارگردانی حسن محمدزاده دریافت نمود.
روستا دههٔ ۱۳۷۰ را با بازی در فیلم مسافران کارِ بهرام بیضایی (۱۳۷۰) آغاز نمود. به عقیدهٔ مرجان یگانه‌پرست در روزنامه بهار، علی‌رغم حضور کوتاهش در فیلم، «دیالوگی که او در ابتدای فیلم می‌گوید، تعلیق و کشندگی مرگ را به جان تماشاگر می‌اندازد و تا پایان چهره و نگاه و لحن او از یاد رفتنی نیست.» روستا سال بعد در فیلم از کرخه تا راین ابراهیم حاتمی‌کیا به ایفای نقش پرداخت. او در آن نقش زنی را ایفا کرد که پس از چند سال به ایران بازمی‌گردد و قصد دارد با با برادر بسیجی مجروحش دوباره ارتباط برقرار کند. او برای این نقش، با زبان انگلیسی صحبت می‌کرد. این نقش باعث شد تا در میان مردم شناخته‌تر شود. او بار دیگر نامزد دریافت سیمرغ بلورین بهترین بازیگر نقش اول زن از یازدهمین جشنواره بین‌المللی فیلم فجر گردید. روستا در ۱۳۷۴ به خاطر بازی در تله تآتر شعبده‌باز جایزه بهترین بازیگر را از جشنواره سیما کسب نمود.
در ۱۳۸۳ نمایش زمستان، نوشته امید سهرابی را روی صحنه برد و در ۱۳۸۴ نیز نمایش سانتاکروز ماکس فریش را با ترجمه‌ای از خودش کارگردانی کرد. دیگر نمایش او آنتیگون در نیویورک نام دارد که در ۱۳۸۶ روی صحنه برد. بازگشت مجدد روستا به تلویزیون با سریال ترانه مادری در سال ۱۳۸۷ رقم خورد.

### درگذشت
روستا در ۴ مهر ۱۳۹۴ مصادف با روز تولدش بر اثر سرطان در بیمارستانی در لس آنجلس آمریکا درگذشت. بیماری او حدود شش سال پیش از مرگ تشخیص داده شده بود. او دو ماه پیش از مرگ برای ادامه درمان به لس آنجلس آمد. جسد او در ۱۳ مهر به ایران منتقل شد و در قطعه هنرمندان بهشت زهرا دفن شد.

## کارنامهٔ هنری

### تئاتر
| تاریخ نمایش | نام اثر                  | نویسنده         | کارگردان           | محل اجرا                | نقش             |
| ----------- | ------------------------ | --------------- | ------------------ | ----------------------- | --------------- |
| ۱۳۹۲        | باغ آلبالو               | آنتون چخوف      | حسن معجونی         | تماشاخانه ایرانشهر      | مادام رانوسکایا |
| ۱۳۸۶        | آنتیگونه در نیویورک      | یانوش گلادوفسکی | هما روستا          | تالار مولوی             |                 |
| ۱۳۸۴        | سانتاکروز                | ماکس فریش       | هما روستا          | تئاترشهر                |                 |
| ۱۳۸۳        | زمستان                   | امید سهرابی     | هما روستا          |                         |                 |
| ۱۳۷۸        | بازی استریندبرگ          | فردریش دورنمات  | حمید سمندریان      |                         | آلیس            |
| ۱۳۷۱        | دایی وانیا               | آنتون چخوف      | پری صابری          | سالن چهارسو             |                 |
| ۱۳۶۸        | ازدواج آقای می‌سی‌سی‌پی     | فردریش دورنمات  | حمید سمندریان      |                         | آناستازیا       |
| ۱۳۵۷        | مرده‌های بی‌کفن و دفن      | ژان پل سارتر    | حمید سمندریان      |                         | لوسی            |
| ۱۳۵۶        | مرغ دریایی               | آنتون چخوف      | حمید سمندریان      |                         | نینا            |
|             | ببر گراز دندان           | فریتس هوخ ولدر  | پرویز ممنون        |                         |                 |
| ۱۳۵۱        | بازی استریندبرگ          | فردریش دورنمات  | حمید سمندریان      | تالار مولوی             | آلیس            |
|             | گنجینه طلا و سرباز لاف‌زن | پلوتوس          | خلیل موحد دیلمقانی |                         |                 |
| ۱۳۵۱        | باغ‌وحش شیشه‌ای            | تنسی ویلیامز    | هما روستا          | دانشکده هنرهای دراماتیک |                 |
|             | بازرس                    | نیکولای گوگول   | عزت‌الله انتظامی    |                         | دختر            |

### سینما
| سال  | نام                | کارگردان          | نقش              |
| ---- | ------------------ | ----------------- | ---------------- |
| ۱۳۸۶ | رفیق بد            | عباس احمدی مطلق   |                  |
| ۱۳۷۷ | لژیون              | سید ضیاءالدین دری | کتی              |
| ۱۳۷۵ | زن امروز           | مجید قاری زاده    | لیلا             |
| ۱۳۷۲ | کودکانی از آب و گل | عطاءالله حیاتی    |                  |
| ۱۳۷۱ | دو همسفر           | اصغر هاشمی        | خانم دکتر رادمنش |
| ۱۳۷۱ | از کرخه تا راین    | ابراهیم حاتمی‌کیا  | لیلا             |
| ۱۳۷۰ | مسافران            | بهرام بیضایی      | مهتاب            |
| ۱۳۶۹ | ملک خاتون          | حسن محمدزاده      | ملک خاتون        |
| ۱۳۶۹ | تیغ آفتاب          | مجید جوانمرد      | گلینی            |
| ۱۳۶۸ | تمام وسوسه‌های زمین | حمید سمندریان     | ماه‌بانو          |
| ۱۳۶۶ | پرنده کوچک خوشبختی | پوران درخشنده     | خانم شفیق        |
| ۱۳۶۵ | گزارش یک قتل       | محمدعلی نجفی      | ثریا             |
| ۱۳۵۰ | دیوار شیشه‌ای       | ساموئل خاچیکیان   |                  |

### تلویزیون
| سال       | نام                                | نقش                   | کارگردان         | توضیحات                                                                       |
| --------- | ---------------------------------- | --------------------- | ---------------- | ----------------------------------------------------------------------------- |
| ۱۳۸۷      | ترانه مادری                        | شیرین کمالی (مادرجون) | حسین سهیلی‌زاده   | شبکه ۳                                                                        |
| ۱۳۸۲      | سرزمین مادری                       | بازیگر                | کامبیز کاشفی     |                                                                               |
| ۱۳۸۱–۱۳۸۰ | با من بمان                         | مادر نادر             | حمید لبخنده      | شبکه ۳                                                                        |
| ۱۳۸۰–۱۳۷۹ | خاک سرخ                            | خانم صبا              | ابراهیم حاتمی‌کیا | شبکه ۱                                                                        |
| ۱۳۷۹      | تله‌تئاتر «به سوی دمشق»             | حوا                   | حمید سمندریان    | کارگردان تلویزیونی: ساسان امیرپور نویسنده: اگوست استریندبرگ شبکه ۴            |
| ۱۳۷۸–۱۳۷۷ | محاکمه                             | مادام لیلیان          | حسن هدایت        | شبکه ۱                                                                        |
| ۱۳۷۷      | تله‌تئاتر «همه، پسران من»           | کیت کلِر               | محمد رحمانیان    | نویسنده: آرتور میلر شبکه ۲                                                    |
| ۱۳۷۶      | نسیم                               | بازیگر                | ابوالقاسم معارفی | ماه رمضان شبکه ۱                                                              |
| ۱۳۷۶      | تله‌تئاتر «جان گابریل بورکمن»       | اِلا رنتهایم           | حسن فتحی         | کارگردان تلویزیونی: قاسم شاکری نویسنده: هنریک ایبسن شبکه ۲                    |
| ۱۳۷۵      | تله‌تئاتر «شعبده‌باز»                | آگدا نانسن            | پروانه مژده      | کارگردان تلویزیونی: سیمین دولو نویسنده: کورت گوتز شبکه ۲                      |
| ۱۳۷۳      | آخرین ستاره شب                     | مهتاب زمرد            | منوچهر پوراحمد   | شبکه ۱                                                                        |
| ۱۳۵۵      | تله‌تئاتر «لازارتی، ببر گراز دندان» | بازیگر                | پرویز ممنون      | کارگردان تلویزیونی: محمود محمدیوسف نویسنده: فریتز هوخ‌والدر تلویزیون ملی ایران |
| ۱۳۵۱      | تله‌تئاتر «بازی استریندبرگ»         | آلیس                  | حمید سمندریان    | نویسنده: فردریش دورنمات تلویزیون ملی ایران                                    |

## جوایز
| سال  | نتیجه    | رده                                   | جشنواره                             | بخاطر فیلم          |
| ---- | -------- | ------------------------------------- | ----------------------------------- | ------------------- |
| ۱۳۶۶ | نامزدشده | لوح زرین بهترین بازیگر نقش اول زن     | ششمین جشنواره بین‌المللی فیلم فجر    | پرنده کوچک خوشبختی  |
| ۱۳۶۸ | نامزدشده | سیمرغ بلورین بهترین بازیگر نقش اول زن | هشتمین جشنواره بین‌المللی فیلم فجر   | تمام وسوسه‌های زمین  |
| ۱۳۶۹ | برنده    | جایزه بهترین بازیگر زن                | «جشنواره هنری ادبی روستا»           | ملک خاتون           |
| ۱۳۷۱ | نامزدشده | سیمرغ بلورین بهترین بازیگر نقش اول زن | یازدهمین جشنواره بین‌المللی فیلم فجر | از کرخه تا راین     |
| ۱۳۷۴ | برنده    | جایزه بهترین بازیگر زن                | «جشنواره سیما»                      | تله‌تئاتر «شعبده‌باز» |
| ۱۳۷۸ | نامزدشده | جایزه بهترین بازیگر نقش اول زن        | سومین جشن بزرگ سینمای ایران         | لژیون               |